# Río Kasplia
El río Kasplya (en ruso: Каспля) es un corto río del noreste de Europa, un afluente por la izquierda del río Daugava que discurre por Rusia y Bielorrusia. Su longitud es de 224 km, los primeros 157 km en Rusia (óblast de Smolensk), y el resto en Bielorrusia (vóblast de Vítebsk). 

## Geografía
El río nace en el lago Kasplya y se une al Daugava en la ciudad de Surazh. La ciudad de Demídov está situado en Kasplya. 

## Historia
Durante la época vikinga, el río fue una parte importante de la ruta comercial de los varegos a los griegos, ya que en él se realizaba el portage hasta alguno de los tributarios del río Dniéper, alcanzando el Dniéper cerca de Gnyózdovo.